# Arvydas Andruškevičius
Arvydas Andruškevičius (* 1954) ist ein litauischer Jurist, Agrarrechtler und Professor an der Universität Vilnius.

## Leben
Nach dem Abitur  an der Mittelschule absolvierte Arvydas Andruškevičius das Diplomstudium der Rechtswissenschaften an der Juristischen Fakultät der Universität Vilnius und die Aspirantur an der Lomonossow-Universität Moskau. Am 24. Dezember 1982 promovierte er zum Thema "Rechtsreglamentierung der Spezialisierung von Kolchosen und Sowchosen" (Kolūkių ir tarybinių ūkių specializavimo teisinis reguliavimas) in Moskau. Danach war Andruškevičius als Assistent, Lektor und Dozent am Lehrstuhl für Staatsrecht tätig. 2008 leitete er den Lehrstuhl für Verfassungs- und Verwaltungsrecht. Jetzt lehrt er als Professor das Verwaltungsrecht am Lehrstuhl für Öffentliches Recht der Rechtsfakultät der VU.
Andruškevičius ist Mitautor eines Lehrbuchs über Agrarrecht.

## Werke
- Žemės ūkio teisė: vadovėlis / Arvydas Andruškevičius, Antanas Marcijonas, Stasys Stačiokas. – Vilnius: Mintis, 1989. – 271 p. – ISBN 5-417-00191-0
- Administracinė teisė / Arvydas Andruškevičius. - Vilnius, 2008.